# Joseph van Lil
Joseph van Lil (Oisterwijk 29 september 1826 - Antwerpen, 23 mei 1906) was een Belgisch-Nederlands kunstschilder van portretten en genreschilderijen.

## Biografie
Hij was een zoon van het Noord-Brabantse echtpaar Hubertus van Lil, meester-stukadoor, en Adriana van den Boer. Op 20-jarige leeftijd ging hij naar Antwerpen om zich te bekwamen als ambachtelijk (huis)schilder. Hij trad op 8 april 1850 in Antwerpen in het huwelijk met de uit deze stad afkomstige Maria Francisca Josephina Wijnants (1827-1907). Het huwelijk werd gezegend met zes zoons en twee dochters. Ondanks zijn permanent wonen in het jonge België, dat zich in 1830 van Nederland had afgescheiden, bleef Van Lil zijn Nederlandse nationaliteit trouw.
In zijn vrije tijd beoefende hij de schilderkunst en dat zou ten slotte ook zijn professionele loopbaan worden. Van 1856 af staat hij dan ook te boek als kunstschilder. Hij vervaardigde  portretten en genreschilderijen alsmede religieus werk en maakte kopieën van werken van beroemde meesters. Hij nam in België deel aan meerdere nationale kunstexposities.

## Overig
- Dat het Joseph van Lil goed ging als kunstenaar blijkt uit de aankoop in 1866 van het historische complex de Biecorff aan de Eiermarkt in Antwerpen, alwaar hij en zijn gezin gingen wonen. Na zijn dood, op 23 mei 1906, zou het complex tot 1987 in handen blijven van zijn nazaten.
- Ofschoon hij een "vergeten" kunstenaar lijkt te zijn, duiken vooral de laatste jaren werken van hem op bij internationale veilingen zoals in Bury-St.Edmund (2016), Buckingham (2016), Alysham (2017 en 2019), Namen (2017) Maastricht (2017) en Düsseldorf (2018).